# Vasile Bumbac
Vasile Bumbac (n. 7 februarie 1837, satul Costâna, județul Suceava – d. 27 februarie 1918, Suceava) a fost un poet român din Bucovina.
Fiu de ţăran, Vasile Bumbac a primit primele cunoştinţe de la un dascăl ambulant, şi anume Iordache Bucătaru. Abia în anul 1851 devine elev al şcolii primare din Suceava, iar trei ani mai târziu elev al Gimnaziul Superior de Stat din Cernăuți, unde, pe lângă limba germană, studiază limba română şi limba latină, apoi istoria, ştiinţele naturale etc. 
În anul 1860, Vasile Bumbac a locuit la Cernăuți, împreună cu Mihai Eminescu, la profesorul Aron Pumnul.
Un eveniment deosebit l-a copleșit pe tânărul elev bucovinean: în anul 1861 a fost arestat de autoritățile austro-ungare pentru agitația făcută în timpul campaniilor electorale. Au urmat persecuții repetate din partea autorităților și ca urmare Vasile Bumbac este silit să plece la Blaj, având o bursă din partea Consiliului de Miniştri de la Bucureşti, iar în 1862 îşi ia diploma de bacalaureat.
Timp de un an a urmat cursurile Seminarului Teologic din Blaj, după care s-a transferat la Institutul Teologic din Cernăuți. A primit o bursă de la Fondul Religionar Greco-Oriental al Bucovinei, a abandonat studiile teologice şi s-a înscris, în 1864, la Facultatea de Filosofie a Universității din Viena.
În calitate de student s-a apropiat de scriitorii antici Homer, Horațiu, Virgiliu, Ovidiu ş.a., încercând apoi să le traducă lucrările. În toată perioada studiilor de la Viena, Vasile Bumbac a continuat prietenia cu Mihai Eminescu şi cu pictorul bucovinean Epaminonda Bucevschi.
Ca urmare a activității sale militante, a fost ales președinte interimar al Societății literare şi ştiinţifice studenţeşti, vicepreşedinte şi membru în secția literară a Societății România Jună". Vasile Bumbac, de-a lungul vremii, s-a impus în viaţa culturală a Bucovinei: vicepreşedinte şi preşedinte al Comitetului central pentru organizarea sărbătorii de la Putna din 1871; membru în Comitetul de conducere în Societatea “Școala română”; membru sprijinitor al societății de cântare “Ciprian Porumbescu”; membru activ și președinte al Societății “Clubul român” ș.a.
În anuarul liceului din Suceava pe anul școlar 1876/1877, ,,Programm des griech.-orient. Ober-Gymnasiums in Suczawa", figurează 17 profesori. Între aceștia se găsea și Vasile Bumbac, numit în 1874, care preda română, greacă și latină.
Este înmormântat în Cimitirul Pacea din Suceava.
În prezent, școala din Costâna îi poartă numele, în holul ei găsindu-se un bust al poetului (precum și poeziile reprezentative ale acestuia), iar pe soclul bustului lui Mihai Eminescu din Suceava se află un altorelief cu chipul lui Vasile Bumbac.
Profesorul Emil Talianu a scos prima carte dedicată poetului și omului de cultură Vasile Bumbac, cu titlul “Aproape de Luceafăr”.